# Peter Mark Richman
Peter Mark Richman, född Marvin Jack Richman den 16 april 1927 i Philadelphia, Pennsylvania, död 14 januari 2021 i Los Angeles, Kalifornien, var en amerikansk skådespelare som under många år skrevs som Mark Richman. Han syntes totalt i 30 filmer och 130 TV-serier från 1950-talet till 2011 då han avslutade sin skådespelarkarriär för att gå i pension.
Richman dog av naturliga orsaker i Woodland Hills i Los Angeles den 14 januari 2021. Han blev 93 år gammal.